# Otto Wöhler
Otto Wöhler (Burgwedel, 12 de julio de 1894 - Ibíd., 5 de febrero de 1987) fue un general alemán de infantería que destacó durante la Segunda Guerra Mundial. Fue comandante del Grupo de Ejércitos Sur durante los últimos meses de la contienda y uno de los condecorados con la Cruz de Caballero con Hojas de Roble.

## Biografía

### Carrera militar
Wöhler luchó durante la Primera Guerra Mundial encuadrado en el Ejército del Káiser con el rango de teniente, y durante la posguerra pasó a integrarse en el Reichswehr.
Como un experimentado oficial del Estado Mayor, había captado la atención del Mariscal de campo Erich von Manstein, quien lo convirtió en jefe del Estado Mayor del 11.º Ejército cuando Manstein fue nombrado comandante de esta unidad. Wöhler sirvió junto a Manstein hasta abril de 1942, cuando fue asignado como jefe de Estado Mayor en el Grupo de Ejércitos Centro bajo el mando del Mariscal de campo Günther von Kluge. El primer mando de combate de Wöhler llegó cuando fue puesto al frente del I Cuerpo de Ejército, ocupando este puesto entre abril y agosto de 1943, antes de que recibiera el mando del 8.º Ejército el 22 de agosto de 1943. Durante el resto del año participó en la retirada alemana de Ucrania hacia el río Dnieper, y más tarde hacia Rumanía. En la primavera de 1944, si bien durante la 1.ª Ofensiva de Jassy-Kishinev las fuerzas a su mando lograron resistir la embestida soviética y mantener la frontera rumana, en agosto se produjo el gran desastre con la 2.ª Ofensiva de Jassy-Kishinev, que acabó provocando el cambio de bando de los rumanos. Entre el 28 de diciembre de 1944 y el 25 de marzo de 1945, Wöhler estuvo al frente del Grupo de Ejércitos Sur, combatiendo contra los soviéticos principalmente en Hungría.
De acuerdo con las memorias de Heinz Guderian, cuando el Grupo de Ejércitos Sur destruyó una cabeza de puente soviética sobre el río Hron el 22 de febrero de 1945, Hitler comentó: "Wöhler puede que no sea un Nacionalsocialista, pero al menos es un hombre."

### Posguerra
Después de la contienda, al igual que su antiguo superior el mariscal Manstein, Wöhler fue juzgado por un tribunal militar de Estados Unidos en Núremberg en el Juicio del Alto Mando y condenado a ocho años de prisión debido a las acciones anti-partisanas del Einsatzgruppe D (al mando Otto Ohlendorf) que se habían producido en la zona de operaciones del 11.º Ejército mientras Wöhler fue su jefe de Estado Mayor. Sin embargo, fue liberado de prisión en el otoño de 1950. Hasta su fallecimiento, Otto Wöhler participó en numerosas actividades sociales de su comunidad en Burgwedel.

## Condecoraciones y honores
- Cruz de Hierro (1914);
- Orden de Hohenzollern;

Cruz de Caballero de la Cruz de Hierro, con Hojas de Roble.

- Broche de la Cruz de Hierro (1939);
- Cruz alemana en oro (1942);[4]
- Cruz de Caballero con Hojas de Roble (1943);[4]
- Orden de Miguel el Valiente;
- Escudo de Demyansk (1943);
- Mencionado en el Wehrmachtbericht (1943, 1944);[5]